# Seeleiten (Gemeinde Kuchl)
Seeleiten ist ein Ort im Salzachtal  im Land Salzburg und gehört zur Gemeinde Kuchl im Bezirk Hallein (Tennengau).

## Geographie
Der Ort befindet sich 4 Kilometer südöstlich von Hallein und 3 Kilometer nordwestlich von Kuchl.
Die Rotte Seeleiten liegt an der Mündung der Taugl in die Salzach, rechts der Letzteren auf um die 460 m ü. A. Höhe. Der Ort umfasst grob 125 Adressen.
|         | Tauglmaut                                   | Bad Vigaun |
| Salzach | Kompassrose, die auf Nachbargemeinden zeigt | Hechbauer  |
|         |                                             | Jagermeier |

## Geschichte und Infrastruktur
Der Ortsname ist unklar, er könnte zu einem Altarm der Salzach stehen.
Noch im 19. Jahrhundert lagen hier nur einige Gehöfte an der alten Reichstraße über die Tauglmaut, der heutigen Salzachtal Straße (B159), talauswärts Brettstein (Garnei Nr. 24), das Krollgut (Nr. 26), Kollau (Nr. 25), Unterhofstätten (Nr. 27), Seeleiten (als solches abgekommen), sowie abseits südlich Reitwiesen (Nr. 23) und nördlich Stiglippen (Nr. 28). Während die Ersteren noch heute vereinzelt liegen, bildete sich um Reitwiesen/Stiglippen eine größere Ansiedlung.
1873–75 wurde hier die Giselabahn, die Linie Salzburg–Tirol der Westbahn, erbaut. Ein Haltepunkt wurde aber erst 2005 im Rahmen des Aufbaues des Salzburger Verkehrsverbunds (SVV) errichtet. 1968 wurde dann die Tauernautobahn (heutige A10) eröffnet, vorerst nur bis zum Halbanschluss Kuchl bei Speckleiten, 1972 wurde sie bis Golling weitergeführt, nachdem die Salzachbrücke südlich Speckleiten fertiggestellt worden war.
Direkt an der Tauglmündung – hier befand sich im 19. Jahrhundert ein Abdecker, also eine Tierkörperverwertung – liegt die Kläranlage für den Kuchler Raum (ARA Kuchl). Sie ging 1984 in Betrieb, wurde 1999–2001 und 2005–07 erweitert und hat heute eine Kapazität von 6.000 m3 Abwasser pro Tag für 32.000 EW60.

### Haltestelle Kuchl Garnei
Seit 2005 verfügt Kuchl über eine zweite Bahnhaltestelle der Salzburg-Tiroler-Bahn, an dem die Linie S3 der S-Bahn Salzburg hält. Die Haltestelle Kuchl Garnei (benannt nach der Ortschaft) wurde erstellt, um das Haltepunktenetz der Schnellbahn im Tennengau zu verdichten. Die etwas schnelleren REX-Garnituren der ÖBB halten hier nicht.
Fahrzeit nach Hallein sind gut 5 Minuten, nach Salzburg Hbf. 30 Minuten mit der Schnellbahn, nach Bischofshofen Bhf. ebenfalls etwa 30 Minuten.